# Boskovice
Boskovice (tjekkisk udtale: [ˈboskovɪtsɛ] ; tysk: Boskowitz) er en by i distriktet Blansko  i regionen Sydmæhren i  Tjekkiet med omkring 12.000 indbyggere. Området med den historiske bymidte, det jødiske kvarter, slotkomplekset og slotsruinen er velbevaret og er beskyttet ved lov som en urban monumentzone.
Landsbyerne Bačov, Hrádkov, Mladkov og Vratíkov er administrative dele af Boskovice.

## Geografi
Boskovice ligger omkring 22 km  nord for Brno. Boskovice reservoiret ligger for størsteddelen i kommunens område. Reservoiret ligger ved floden Bělá, som løber gennem den østlige del af byen og den sydlige del af området.

## Historie
Boskovice blev sandsynligvis grundlagt i det 13. århundrede som en markedsby. Den første skriftlige omtale af Boskovice er fra 1222, hvor herren Jimram af Boskovice blev opført som vidne i et skøde fra Kong Ottokar 1. af Bøhmen. Boskovice Slot blev første gang nævnt i 1313.
Under Maria Theresias regeringstid (1740–1780) blev Boskovice forfremmet til en by.
Boskovice har haft et af de største jødiske samfund i Mæhren. Den første omtale af jøder i Boskovice er fra 1343. Efter 1454 kom mange jøder fordrevet fra Brno til Boskovice. I første halvdel af 1500-tallet blev det jødiske samfund etableret. En lukket ghetto adskilt fra byen med to porte blev etableret i 1727. Efter 1848 er det jødiske samfund Boskovice blevet en politisk uafhængig by med sin egen borgmester. På sit højeste i 1857 boede mere end 1.800 jøder her.
Indtil 1918 var Boskowitz – Boskovice en del af Østrig-Ungarn, leder af distriktet med samme navn, en af de 34 Bezirkshauptmannschaften i Mæhren. I 1918 blev Boskovice en del af det uafhængige Tjekkoslovakiet. Fra 1848 til 1960 var Boskovice en distriktsby. Siden 1960 har det været en del af Blansko-distriktet.

## Økonomi
Boskovice er kendt for firmaet Minerva Boskovice, der producerer  symaskiner. Det blev grundlagt i 1881. I 1997 blev det tyske firma Dürkopp Adler hovedaktionær.

## Seværdigheder
Den jødiske ghetto ligger ved siden af det historiske centrum på et område på omkring 5 hektar. Der er 79 bevarede huse af barok og nyklassicistisk oprindelse og en af de originale porte. Den barokke synagoge blev bygget i 1639 og senere modificeret i Empire og nygotisk stil. Den indeholder en udstilling om det lokale jødiske samfunds historie og monumenter. Den jødiske kirkegård blev grundlagt senest i det 16. århundrede. Kirkegården har et areal  på 1,5 hektar  og har omkring 2.400 grave. Den ældste bevarede læsbare grav er fra 1670.
Det gotiske slot i Boskovice blev grundlagt i det 13. århundrede. I midten af 1500-tallet blev det rekonstrueret i renæssancestil. I begyndelsen af 1700-tallet kom flere udhuse til, men det blev hurtigt forladt, og i 1830'erne blev slottet nedbrudt og materialerne anvendt til opførelse af bygninger i byen. Slottets store bygning er bevaret. 
Boskovice Château var oprindeligt et dominikanerkloster, ombygget i 1819-1826 til en empire- residens. Det er omgivet af en engelsk park. Slotskomplekset omfatter et stort neoklassisk drivhus fra 1826-1829, en unik bygning af sin type og en nygotisk ridehal. 

## Galleri
- Indgangen til Boskovice slot
- Rådhuset på Masarykovo-pladsen
- Boskovice Regionsmuseum
- Drivhuset i  château komplekset
- Ridehal
- Jødisk kirkegård
- Jødisk hus
- Porten til den jødiske  ghetto
- Udsigt over den østlige del af byen
- Floden Bělá i Pilskédalen